# Józef Wybicki
Józef Rufin Wybicki (Będomin, 1747. szeptember 29. – Manieczki, 1822. március 10.) lengyel tábornok, költő és politikus.

## Élete
Józef Wybicki a 18. és a 19. század fordulóján részt vett a Lengyelországot érintő fontosabb eseményekben.
Tagja volt 1767-ben a Szejmnek, a Bari Konföderációnak 1768–1772 között, résztvevője a Kościuszko Tádé által vezetett felkelésnek, a Lengyel Légiók szervezője Itáliában, majd 1806 és 1809 között a franciák által elfoglalt lengyel területeken (Varsói Hercegség), Napóleon teljhatalmú megbízottja lett. 1815 után a Kongresszusi Lengyel Királyság magas rangú hivatalnoka volt.
1797 júliusában Reggio városában írta a későbbi lengyel himnusz szövegét.

## Fordítás
- Ez a szócikk részben vagy egészben  a   Józef Wybicki című angol Wikipédia-szócikk fordításán alapul.  Az eredeti cikk szerkesztőit annak laptörténete sorolja fel. Ez a jelzés csupán a megfogalmazás eredetét és a szerzői jogokat jelzi, nem szolgál a cikkben szereplő információk forrásmegjelöléseként.